# Niszczyciele rakietowe typu Asagiri
Niszczyciele typu Asagiri    - seria  niszczycieli rakietowych służących w Japońskich Morskich Siłach Samoobrony. Pierwsza z serii ośmiu jednostek "Asagiri" (151) weszła do służby 17 marca 1988.

## Opis
Projekt jednostek opracowano w oparciu o sprawdzone i wyprodukowane w liczbie 12 sztuk niszczyciele typu Hatsuyuki.
Okręty wyposażone są w napęd typu COGAG (Combined Gas And Gas) co oznacza, iż dla prędkości maksymalnej wykorzystywane są wszystkie zainstalowane turbiny, a dla marszowej tylko część z nich.
Uzbrojenie stanowią wyrzutnie rakiet Sea Sparrow, Harpoon i ASROC. Do zwalczania okrętów podwodnych mogą być także wykorzystane dwie trzyrurowe wyrzutnie torped 324 mm Mk46. Uzbrojenie artyleryjskie składa się z uniwersalnej armaty morskiej OTO Melara  kal. 76 mm i dwóch zestawów przeciwrakietowych Phalanx CIWS kal. 20 mm. Dopełnieniem uzbrojenia jest śmigłowiec zwalczania okrętów podwodnych typu Sea King.

### Zbudowane okręty
- Asagiri - wodowanie 19 września 1986, wejście do służby 1988
- Yamagiri - wodowanie 10 października 1987, wejście do służby 1989
- Yūgiri - wodowanie 21 września 1987, wejście do służby 1989
- Amagiri - wodowanie 9 września 1987, wejście do służby 1989
- Hamagiri - wodowanie 4 czerwca 1988, wejście do służby 1990
- Setogiri - wodowanie 12 września 1988, wejście do służby 1990
- Sawagiri - wodowanie 25 grudnia 1988, wejście do służby 1990
- Umigiri - wodowanie 11 września 1989, wejście do służby 1991